# Letícia da Silva Klemens
Letícia Deusina da Silva Klemens, kurz Letícia da Silva Klemens, (* 15. August 1972 in Lourenço Marques, Portugiesisch-Ostafrika) ist eine mosambikanische Geschäftsfrau und Politikerin (FRELIMO). Zwischen Oktober 2016 und Dezember 2017 war sie Ministerin für natürliche Ressourcen und Energie Mosambiks (Kabinett Nyusi I).

## Leben
Letícia da Silva Klemens wurde am 15. August 1972 in der Hauptstadt der damaligen portugiesischen Kolonie Mosambik, Lourenço Marques, geboren. Sie absolvierte ihre Schulausbildung an der Sekundarschule Escola Secundária Francisco Manyanga in der Hauptstadt. Später studierte sie am Instituto Superior Politécnico e Universitário (ISPU) Kommunikationswissenschaften; das Studium schloss sie 1998 ab. 2005 absolvierte sie nachträglich noch eine licenciatura in Rechtswissenschaften am selben Institut.
Klemens gründete verschiedene Firmen – ihre erste laut Medienberichten mit 22 Jahren –, unter anderem die PROSERV Mozambique, ein Unternehmen, das sich der Bekämpfung von Malaria widmet. Des Weiteren ist sie Vorsitzende und Gründungsmitglied des 2009 gegründeten Verbandes der mosambikanischen Unternehmerinnen FEMME (Associação Moçambicana de Mulheres Empresárias). 2015 wurde Klemens für zwei Jahre zur Vorsitzenden der Aktionärsversammlung der größten mosambikanischen Geschäftsbank, Millennium bim, gewählt. Aufgrund ihrer verschiedenen Unternehmensbeteiligungen – unter anderem an der THIRD - Gestão e Participações Sociais, Lda., – wird sie als Vertraute des ehemaligen Präsidenten Armando Guebuza und des hochrangigen FRELIMO-Mitglieds Alberto Chipande gesehen.
Im Oktober 2016 enthob der mosambikanische Staatspräsident Filipe Nyusi den bisherigen Minister für natürliche Ressourcen und Energie, Pedro Couto, seines Amtes und ernannte Letícia da Silva Klemens zu seiner Nachfolgerin. Im Rahmen einer Kabinettsumbildung im Dezember 2017 entließ Präsident Nyusi Klemens und ernannte Ernesto Max Elias Tonela zum Nachfolger. Medien und Opposition hatte die Wahl Klemens kritisiert, da sie keinerlei Verwaltungs- bzw. Regierungserfahrung besäße.